# Parasphaerichthys lineatus
Parasphaerichthys lineatus är en fiskart som beskrevs av Ralf Britz och Maurice Kottelat 2002. Parasphaerichthys lineatus ingår i släktet Parasphaerichthys och familjen Osphronemidae. Inga underarter finns listade i Catalogue of Life.